# Lucius Cocceius Nerva
Lucius Cocceius Nerva war ein bedeutender Politiker der ausgehenden Römischen Republik und der Urgroßonkel des Kaisers Nerva.

## Leben
Lucius Cocceius Nerva stammte wohl aus Narnia in Umbrien. Als Octavian im Laufe des Jahres 41 v. Chr. in Italien in ernsthafte Auseinandersetzungen mit dem Bruder und der Gattin seines Triumviratskollegen Marcus Antonius geriet, reiste Cocceius Nerva (gemeinsam mit Caecina) im Auftrag Octavians im Sommer 41 v. Chr. zu Marcus Antonius,  da er zu beiden Triumvirn ein gutes Verhältnis hatte. Er traf Antonius in Phönizien und blieb bei ihm, während in Italien die Streitigkeiten zwischen Octavian und den Verwandten des Antonius im Perusinischen Krieg (Winter 41/40 v. Chr.) eskalierten, in dem Octavian die Oberhand behielt. Cocceius’ Bruder Marcus hatte an diesem Krieg auf der Seite von Lucius Antonius teilgenommen.
40 v. Chr. reiste Lucius Cocceius Nerva mit Marcus Antonius nach Italien zurück und bahnte die Aussöhnung zwischen den beiden Triumvirn an. Als deren gemeinsamer Freund brachte er zusammen mit dem auf Octavians Seite stehenden Gaius Maecenas und Antonius’ Vertrautem Gaius Asinius Pollio im Herbst 40 v. Chr. den Vertrag von Brundisium zustande. Als Antonius im Frühjahr 37 v. Chr. erneut nach Italien segelte und damals wieder Misshelligkeiten zwischen den Triumvirn bestanden, wirkten neben Octavians Schwester Octavia auch Cocceius Nerva, Maecenas und Gaius Fonteius Capito als Vermittler. Diese drei Männer begaben sich im Auftrag Octavians zu Verhandlungen mit Antonius. An deren Reise von Tarracina über die Via Appia nach Brundisium nahmen u. a. auch die römischen Dichter Horaz und Vergil teil; Ersterer beschrieb diese Tour dichterisch. Durch die Bemühungen der drei Gesandten Octavians und jene von dessen Schwester kam es schließlich im Sommer 37 v. Chr. zum Vertrag von Tarent, durch dessen Abschluss die latente Feindschaft zwischen beiden Triumvirn ein letztes Mal beigelegt werden konnte.
Horaz gibt an, dass Cocceius Nerva eine nahe der mittelitalienischen Stadt Caudium gelegene Villa gehörte. Über Cocceius’ spätere Schicksale ist nichts bekannt.